# Andrzej Kisielewicz (matematyk)
Andrzej Marian Kisielewicz (ur. 15 maja 1953 w Jeleniej Górze) – polski matematyk, specjalizujący się w algebrze, kombinatoryce i logice; nauczyciel akademicki związany z uczelniami we Wrocławiu i w Opolu; działacz opozycyjny.

## Życiorys
Urodził się w 1953 roku w Jeleniej Górze, gdzie ukończył szkołę podstawową. Następnie ukończył III Liceum Ogólnokształcące we Wrocławiu. Studiował matematykę na Wydziale Matematyki, Fizyki i Chemii Uniwersytetu Wrocławskiego, które ukończył w 1976 roku. W tym samym roku pracował w Szwecji jako mechanik samochodowy. W międzyczasie podjął się pisania pracy doktorskiej. Trzy lata później uzyskał stopień naukowy doktora nauk matematycznych w zakresie matematyki na podstawie pracy pt. O liczbie operacji algebraicznych w algebrach idempotentnych, napisanej pod kierunkiem doc. Jerzego Płonki w Instytucie Matematycznym PAN w Warszawie.
W 1979 roku został zatrudniony jako adiunkt w Instytucie Matematyki na Politechnice Wrocławskiej. W październiku 1980 roku przystąpił do NSZZ „Solidarność”. Dzień po wprowadzeniu stanu wojennego w Polsce (14 grudnia 1981 roku) współorganizował strajk okupacyjny na politechnice, który następnie został spacyfikowany przez ZOMO. Zaangażował się później w podziemną działalność opozycyjną, w tym od 1982 roku w Solidarności Walczącej. Dnia 13 grudnia 1983 roku umożliwił studentom zorganizowanie w sali wykładowej krótkiej uroczystości poświęconej rocznicy wprowadzenia stanu wojennego, za co został odsunięty od prowadzenia zajęć na Wydziale Podstawowych Problemów Techniki PWr oraz przeniesiony do pracy w filii w Legnicy.
W końcowym okresie PRL-u przebywał w Kanadzie, gdzie w latach 1989–1990 wykładał na Manitoba University w Winnipeg. Następnie był do 1992 roku na stypendium naukowym w Darmstadt w Niemczech. W tym samym roku uzyskał stopień naukowy doktora habilitowanego nauk matematycznych na Uniwersytecie Wrocławskim, na podstawie rozprawy pt. Trzy problemy związane ze składaniem funkcji. Wypromował licznych doktorów.
W 1993 roku został pracownikiem naukowym Instytutu Matematycznego Uniwersytetu Wrocławskiego. W 1996 roku otrzymał tam stanowisko profesora nadzwyczajnego. Od 1999 roku również wykłada na Uniwersytecie Opolskim. W latach 1997–2001 należał do jednych z głównych organizatorów wrocławskiego „Salonu Profesora Dudka”, w tym m.in. spotkań z Leszkiem Kołakowskim, Władysławem Bartoszewskim i Lechem Wałęsą. W roku akademickim 2001/2002 był stypendystą Programu Fulbrighta na Uniwersytecie Vanderbilt w Nashville w Stanach Zjednoczonych. W 2001 roku otrzymał tytuł profesora nauk matematycznych. Jednak odebrał go w 2005 roku, gdyż odmówił przyjęcia tego tytułu z rąk prezydenta Aleksandra Kwaśniewskiego.
Był kandydatem Prawa i Sprawiedliwości w wyborach do Parlamentu Europejskiego w 2019 roku. W okresie rządu Beaty Szydło, pierwszego rządu Mateusza Morawieckiego i drugiego rządu Mateusza Morawieckiego był członkiem rad nadzorczych m.in. „Spedtrans”, „Teta”, PKO BP i przewodniczącym Rady Nadzorczej KGHM Polska Miedź.
Wszedł w skład komitetu wspierającego kandydaturę Karola Nawrockiego na prezydenta RP w wyborach w 2025.

## Publikacje
- Wprowadzenie do informatyki. Poradnik dla ucznia i nauczyciela, Helion 2002, ISBN 83-7361-793-0
- Sztuczna inteligencja i logika. Podsumowanie przedsięwzięcia naukowego, WNT 2011, ISBN 978-83-204-3707-2
- Logika i argumentacja, PWN 2017, ISBN 978-83-01-19257-0

## Odznaczenia
- Krzyż Oficerski Orderu Odrodzenia Polski (2017)[15]
- Krzyż Wolności i Solidarności (2016)[16]
- Krzyż Solidarności Walczącej (2010)[17]